# カール・ヴィッテ

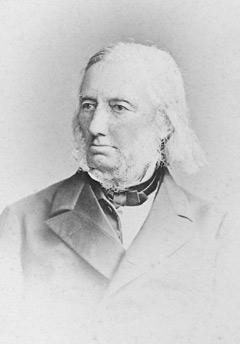
カール・ビッテ

カール・ヴィッテ（ドイツ語:Johann Heinrich Friedrich Karl Witte、1800年7月1日 - 1883年3月6日）は、ドイツの法学者、ダンテ研究者。日本では早期教育信奉者の父親に育てられた人物としても知られる。

## 略歴
ドイツのローハオ村(現・ザクセン＝アンハルト州シュコパ)で生まれる。9歳でドイツ語、フランス語、イタリア語、ラテン語、古代ギリシャ語を話したと言われる。14歳でギーセン大学で哲学の学位を取得し、最年少博士としてギネスブックに記録された。
ベルリンで教職（Privatdozent）を得ようとしたが、年齢が若すぎたことから叶わず、フリードリヒ・ヴィルヘルム3世 (プロイセン王)より奨学金を得て、1818年から1821年までイタリアへのグランド・ツアーを実施した。1823年にブレスラウ大学の法学教師となり、1834年にハレ大学に移った。
イタリアの詩人ダンテの研究でも知られ、1824年に『ダンテの誤解について』と題した本を上梓したほか、1865年にはドイツ・ダンテ社を自ら設立し、研究書などを執筆した。

## 英才教育

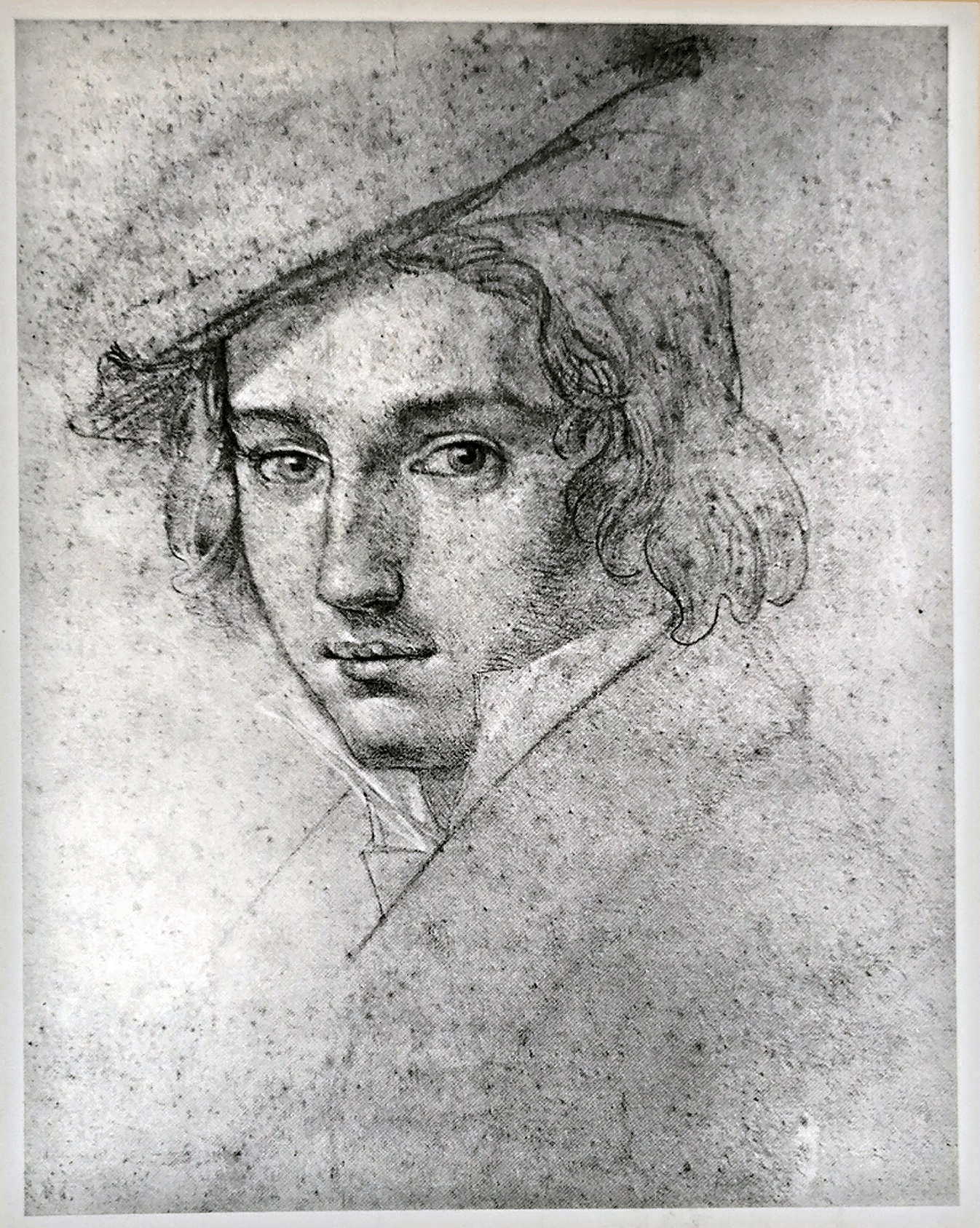
若き日のヴィッテ

父親のKarl Heinrich Gottfried Witte (1767-1845) は教師で牧師。早期教育が子供の才能を育てるという持論に基いて息子を育て、息子が14歳になるまでに自ら実践した子育て記録を19世紀初頭に執筆したとされる。母国ではまったく無名だが、一世紀近くを経た1914年にその抄訳が『The Education Of Karl Witte - Or, The Training Of The Child（カール・ヴィッテの教育 - 子供の訓練）』として米国で突然出版された。本書の編者のアディントン・ブルース (1874–1959)は週刊誌アウトルック (ニューヨークの雑誌)の記者で、歴史や心理学系の記事を執筆していた。訳者は自らも神童の親であるレオ・ウィーナー。ブルースによると、原書はハーバード大学の秘蔵庫で見つけたとされ、1000ページに及ぶ長編であったため、それを縮めて抄訳したという。日本では木村久一が1917年の『早教育と天才』の中で紹介した。